# Sebastian Fräsdorf
Sebastian Fräsdorf (* 1986 in Trier) ist ein deutscher Schauspieler.

## Wirken
Fräsdorf besuchte von 2006 bis 2009 die Internationale Schule für Schauspiel und Acting in München. Daran anschließend nahm er Unterricht im Bereich Acoustic Acting (Akustisches Schauspiel) mit den Schwerpunkten Synchronarbeit, Hörspiel und Textgestaltung bei Helmut Schorlemmer. In Kurzfilmen und Bühneninszenierungen wirkte er bereits während seiner Ausbildung mit und stand unter anderem auch in der Talentschmiede des Berliner Quatsch Comedy Clubs auf der Bühne.
Er spielte in mehreren Kinofilmen und TV-Produktionen und ist Mitglied im Bundesverband Schauspiel. Seit 2020 lebt er in Brandenburg an der Havel. Seit 2023 ist Fräsdorf Trainer der Frauenfußballmannschaft der BSG Stahl Brandenburg. 2024 gewann er mit der Mannschaft den Landespokal Brandenburg und qualifizierte sich für die 1. Runde des DFB-Pokals 2024/25.

## Filmografie (Auswahl)
- 2008: Zwischen Mich (Kinokurzfilm; Regie: Flo Stanger)[7]
- 2009: Amateure (Kinokurzfilm; Regie: Lea Lebner)[7]
- 2010: Explomat (TV-Film; Regie: Erwin Keusch)[7]
- 2010: Spring! (Kinokurzfilm; Regie: Patrick Hammerschmidt)[7]
- 2011: Ankommen (TV-Kurzfilm; Regie: Christian Wittmoser)
- 2011: Die Dreisten Drei (Fernsehserie, 1 Folge)
- 2011: Anna und die Liebe (Soap, 1 Folge)
- 2013: Doc meets Dorf
- 2013: Binny und der Geist (TV-Serienepisode)
- 2014: Im Sommer wohnt er unten (Kinofilm)
- 2015: SOKO Leipzig (TV-Serienepisode)
- 2015: Die Hände meiner Mutter (Kinofilm)
- 2015: Auf Augenhöhe (Kinofilm)
- 2015: Luca tanzt leise (Kinofilm; Regie: Philipp Eichholtz)
- 2015: SMS für dich (Kinofilm)
- 2016: Der Bergdoktor (Fernsehserie, 1 Folge)
- 2016: Ostfriesenkiller (TV-Film)
- 2016: Nord bei Nordwest (Fernsehserie)
- 2017: Familie ist kein Wunschkonzert (TV-Film; Regie: Sebastian Hilger)[8]
- 2017, 2022: SOKO Leipzig (Fernsehserie, 2 Folgen)
- 2017: Nix Festes (Fernsehserie)
- 2017: Der Kriminalist (Fernsehserie)
- 2017: Weingut Wader (TV-Film)
- 2018: Kim hat einen Penis (Kinofilm; Regie: Philipp Eichholtz)
- 2018: Im Wald – Ein Taunuskrimi (Fernsehreihe)
- 2018: Fischer sucht Frau (TV-Film)
- 2018: Nix Festes (Fernsehserie)
- 2018: Eichwald, MdB (Fernsehserie)
- 2018: Das Leben vor mir (TV-Film; Regie: Anna Justice)
- 2018: Weingut Wader (TV-Film; Regie: Tomy Wigand)
- 2018: Bruder Schwester Herz (Kinofilm; Regie: Tom Sommerlatte)
- 2018: Nord bei Nordwest – Sandy (Fernsehreihe)
- 2019: Frau Jordan stellt gleich (Fernsehserie, Folge Menstruation und Machos)
- 2020: Das letzte Wort (Fernsehserie)
- 2020: Verliebt in Kroatien (Fernsehfilm)
- 2021: Tatort: Hetzjagd
- 2021: SOKO Potsdam (Fernsehserie, Folge Rich Kids )
- 2021: Marie fängt Feuer – Schattenhaft (Fernsehreihe)
- 2022: Mittagsstunde
- 2023: Der Kroatien-Krimi: Der Todesritt (Fernsehreihe)
- 2023: Lena Lorenz: Fels in der Brandung (Fernsehreihe)
- 2024: Mordsschwestern – Verbrechen ist Familiensache (Fernsehserie, 1 Folge)
- 2024: SOKO Köln: Flüssiges Gold (Fernsehserie)

## Preise/Auszeichnungen
- 2017: Deutscher Filmpreis LOLA Gewinner Bester Kinderfilm für "Auf Augenhöhe"
- 2016: Filmfest München Gewinner Förderpreis Neues Deutsches Kino für "Die Hände meiner Mutter"
- 2016: Filmfest München Gewinner Kinderfilmfest-Publikumspreis für "Auf Augenhöhe"
- 2015: Europäischer Filmpreis Nominierung in der Kategorie "Bester Nachwuchsfilm" für "Im Sommer wohnt er unten"
- 2015: Hessischer Filmpreis Nominierung in der Kategorie "Bester Spielfilm" für "Im Sommer wohnt er unten"
- 2015: Filmfest Oldenburg Publikumspreis für "Im Sommer wohnt er unten"
- 2015: Filmfest Freiburg Publikumspreis für "Im Sommer wohnt er unten"
- 2015: Deutscher Filmkunstpreis Gewinner des Wettbewerbs für "Im Sommer wohnt er unten"
- 2015: Berlinale Nominierung in der Kategorie "Best First Feature" für "Im Sommer wohnt er unten"
- 2015: Achtung Berlin Gewinner in der Kategorie "Bester Spielfilm" für "Im Sommer wohnt er unten"
- 2014: Deutscher Comedypreis Nominierung in der Kategorie "Beste Serie"für "Doc meets Dorf"